# Vela X-1
| Daten von Vela X-1 Massereicher Röntgendoppelstern                                                                                            | Daten von Vela X-1 Massereicher Röntgendoppelstern |
| --- | -------------------------------------------------- |
| Sternbild | Segel des Schiffs                                  |
| Position Epoche: J2000.0 Äquinoktium: J2000.0                                                                                                 |                                                    |
| Rektaszension | 09h 02m 07s                                        |
| Deklination | −40° 33′ 17″                                       |
| Doppelstern-System |                                                    |
| Typ | Massereicher Röntgendoppelstern (HMXB)             |
| Entfernung | ca. 1,9 ± 0,2 kpc (ca. 6,2 ± 0,650 kLj)            |
| Umlaufperiode | 8,964 d                                            |
| Mittlerer Abstand | 0,8 R☉                                             |
| Optische / stellare Komponente |                                                    |
| Scheinbare Helligkeit (V-Band) | 6,926 mag                                          |
| Spektralklasse | B0,5 Ib                                            |
| Oberflächentemperatur | 31.500 K (Überriese)                               |
| Radius | ca. 11,2 R☉                                        |
| Masse | 1,86±0,32 (Neutronenstern), 23,5 (Überriese) M☉    |
| Katalogbezeichnungen |                                                    |
| Überriese: GP Vel, HD 77581, SAO 220767, HIP 44368, CPD-40°3072, CD-40°4838; Röntgenquelle: 1XRS 09002-403, 1RXS J090207.0-403311, 4U 0900-40 |                                                    |

Vela X-1 ist ein pulsierender, massereicher Röntgendoppelstern im Sternbild Segel des Schiffs.

## Entdeckung
Vela X-1 wurde 1971 im Zuge einer Untersuchung der galaktischen Ebene als Quelle für Röntgenstrahlung durch den Satelliten Uhuru im Sternbild Segel des Schiffs (lat. Vela) nachgewiesen.
Der Name ergibt sich daraus, dass es sich hierbei um das erste entdeckte Röntgenobjekt (englisch X-ray) im gleichnamigen Sternbild handelt.
Vela X-1 sollte nicht mit dem Vela-Pulsar (PSR B0833-45) verwechselt werden, welcher eine starke Gammastrahlen- jedoch nur eine vergleichsweise schwache Röntgenstrahlenquelle darstellt.

## Beschreibung
Das etwa 6200 Lichtjahre entfernte System besteht aus der Röntgenquelle 4U 0900-40, einem Neutronenstern, und dem Blauen Überriesen HD 77581, die einander in einem Abstand von nur 0,8 Sonnenradien in knapp 9 Tagen umlaufen. Dabei wird der Neutronenstern für etwa zwei Tage von HD 77581 für einen Betrachter auf der Erde verdeckt. Vela X-1 ist ein typischer Vertreter eines Röntgendoppelsterns der Kategorie HMXB (High mass X-ray binaries).
Die Röntgenemission des Neutronensterns wird durch Einfang und Akkretion von Materie aus dem Sternwind seines Begleiters verursacht, welche sich dabei auf einige Millionen Grad erhitzt und Energie in Form von Röntgenstrahlung abgibt. Röntgenspektroskopische Untersuchungen ergaben, dass der Sternwind inhomogen ist und aus mehreren „Klumpen“ hoher Dichte innerhalb einer leichteren, stark ionisierten Komponente besteht.
Die Masse des Neutronensterns beträgt etwa 1,9 Sonnenmassen, womit er zu den massereichsten unter den bisher bekannten gehört (vgl. den Neutronenstern in PSR J0348+0432). Der Begleitstern besitzt eine Masse von schätzungsweise 23,5 Sonnenmassen. Dabei beträgt die Rotationsdauer des Neutronensterns zirka 282 Sekunden. Langzeitbeobachtungen zeigen eine durch die ungleichmäßige Materieakkretion bedingte Schwankung in der Rotationsfrequenz.

## HD 77581

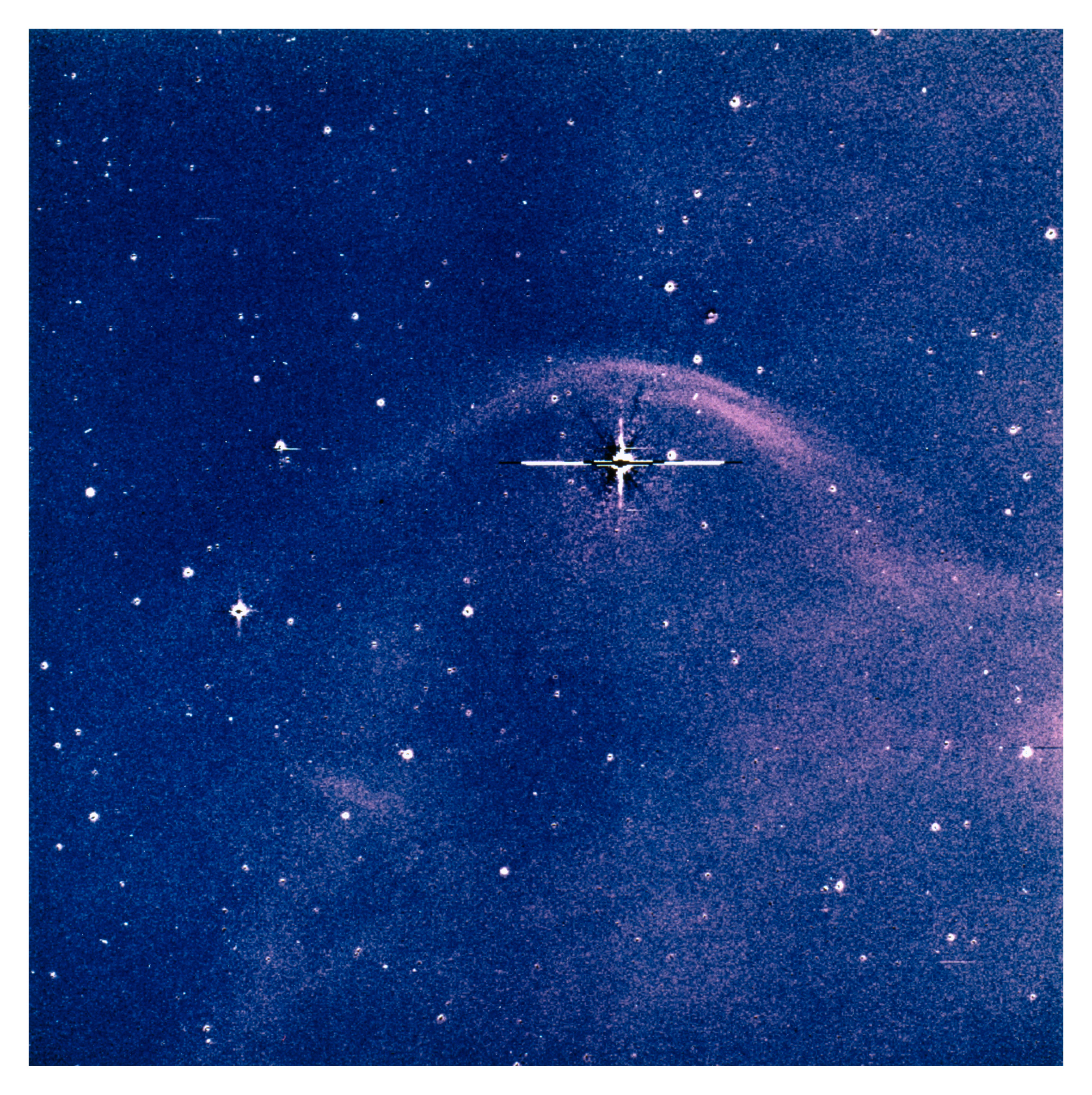
HD 77581 und deutlich erkennbare Bugstoßwelle. Der Neutronenstern ist nicht sichtbar.

Der Blaue Überriese HD 77581 weist eine hohe Eigenbewegung von ≳ 7 mas/yr auf. Seine Raumgeschwindigkeit beträgt ≳ 90 km/s. Er ist somit als Schnellläufer (Runaway-Stern) einzustufen. Aufgrund der überschallschnellen Bewegung durch die interstellare Materie bildet der Sternenwind deutliche Schockfronten (Bugstoßwelle) mit Filamentstrukturen aus.
Aus Geschwindigkeit und Richtung lässt sich schlussfolgern, dass HD 77581 seinen Ursprung in der etwa 1,9 kpc von der Erde entfernten Sternassoziation Vela OB1 hat, aus welcher er vor etwa 2,5 (1–3) Millionen Jahren durch eine Supernova katapultiert wurde.
Dies deckt sich mit dem vermuteten Supernova-Zeitpunkt des Neutronenstern-Vorgängers, womit diese als Auslöser in Frage kommen würde. Nach Hypothesen der Astronomen Fritz Zwicky und Adriaan Blaauw (Blaauw-Szenario) können Supernovaexplosionen in Doppelsternsystemen den Partner auf hohe Geschwindigkeiten beschleunigen, wobei jedoch beide Sterne weiterhin aneinander gebunden bleiben.

## Zukünftige Entwicklung
Hypothesen zufolge könnte sich das System durch den ständigen Materietransfer und daraus resultierender Annäherung zu einem Thorne-Żytkow-Objekt entwickeln – ein Zustand, bei dem beide Sterne zu einem verschmolzen sind. Nach Abtragung der wasserstoffreichen Hüllen durch den Sternwind wäre das Ergebnis ein Wolf-Rayet-Thorne-Żytkow-Objekt.